# Mondfinsternis vom 21. Januar 2019
| Totale Mondfinsternis 21. Januar 2019                                      | Totale Mondfinsternis 21. Januar 2019 |
| -------------------------------------------------------------------------- | ------------------------------------- |
| Ekliptik Norden oben Der Mond bewegt sich durch den Kernschatten der Erde. |                                       |
| Saroszyklus                                                                | 134 (27 von 73)                       |
| Gamma                                                                      | +0.3684                               |
| Dauer (Stunden:Minuten:Sekunden)                                           |                                       |
| Totalität                                                                  | 1:1:59                                |
| Partialität                                                                | 3:16:45                               |
| Penumbralität                                                              | 5:11:30                               |
| Kontakte (MEZ)                                                             |                                       |
| P1 (Beginn Penumbralität)                                                  | 3:36:30                               |
| U1 (Beginn Partialität)                                                    | 4:33:54                               |
| U2 (Beginn Totalität)                                                      | 5:41:17                               |
| Maximum Verfinsterung                                                      | 6:12:16                               |
| U3 (Ende Totalität)                                                        | 6:43:16                               |
| U4 (Ende Partialität)                                                      | 7:50:39                               |
| P4 (Ende Penumbralität)                                                    | 8:48:00                               |

Die Mondfinsternis vom 21. Januar 2019 war die erste Mondfinsternis im Jahr 2019 und nach der Mondfinsternis im Juli des Vorjahres auch in Europa am frühen Morgen zu beobachten.

## Ablauf

Finsternis im Sternbild Krebs

Kontakte

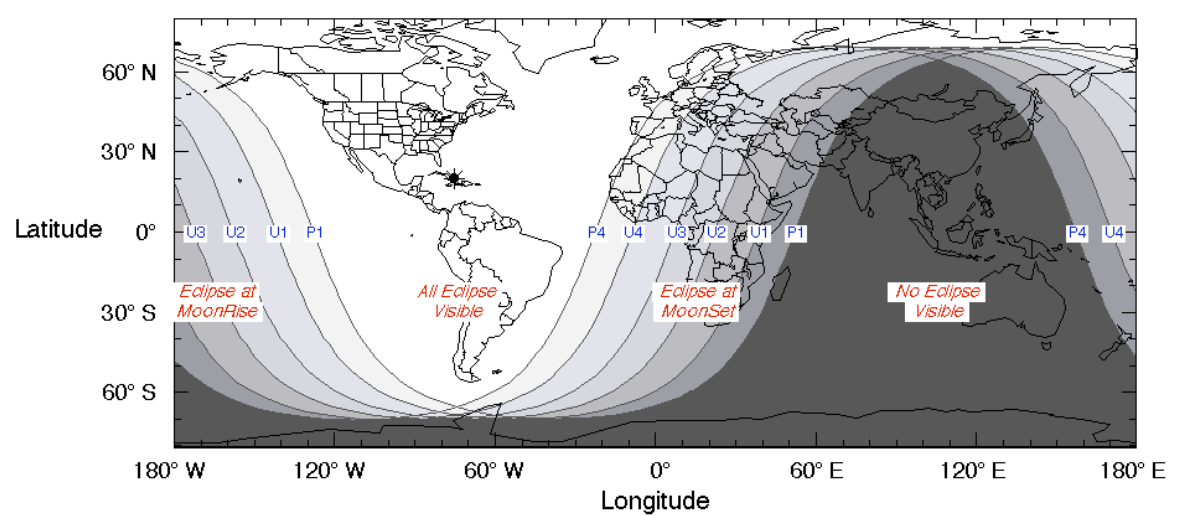
Sichtbarkeit

## Bildergalerie

Animation der Verfinsterung, São Paulo (Brasilien)
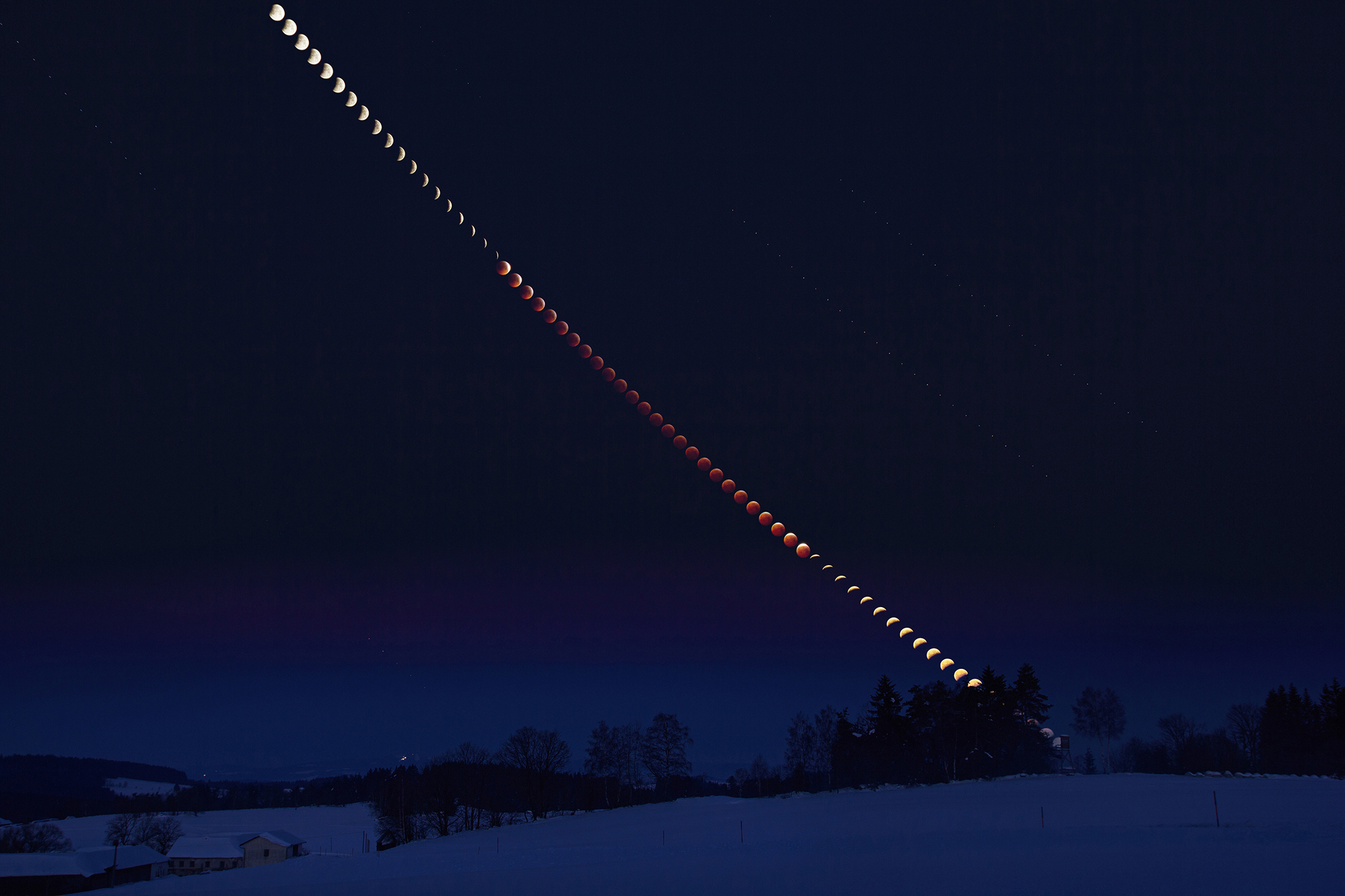
Zeitrafferaufnahme, Sandl (Österreich)

## Meteoroideneinschlag
Während der Mondfinsternis schlug ein kleiner Meteoroid auf der erdzugewandten Seite des Mondes ein und erzeugte um 5:41:43 Uhr einen kleinen Lichtblitz, der auf einigen Fotos zu sehen ist. Die Einschlagstelle liegt bei 29.47S, 57.77W +/- 4km.